# يحيى بن جرير
أبو نصر يحيى بن جرير التكريتي (ازدهر في الفترة: 1058–1103 م) كان طبيبًا وباحثًا سريانيًا أرثوذكسيًا كتب عن اللاهوت والتاريخ باللغة العربية.
من المرجح أن يحيى قد وُلد حوالي عام 1030. كان من أهل تكريت، عمل طبيبًا في العصر العباسي. زار القسطنطينية في عام 1058، ربما بأمر من نظام الدين كجزء من عمله لترجمة كتاب مُعين. في عام 1070، كتب مخطوطة عربية، موجودة الآن في متحف ومكتبة مالك الوطنية في إيران، ورقم المخطوطة 5925. ويُشير يحيى في ملحق الكتاب إلى أنه أكملها في ميافارقين. ومن المرجح أنه كان يعمل لدى أمير ديار بكر نظام الدين (حكم. 1061–1079). ويبدو أنه قضى بقية حياته هناك. وبحسب ابن الأزرق الفارقي، الذي يسميه يحيى بالشيخ الطبيب، فقد تُوفي في ميافارقين سنة 497 هـ (1103-1104).
العمل الرئيس ليحيى هو كتاب المرشد، وهو عبارة عن مجموعة لاهوتية. وينقسم الكتاب إلى 54 فصلًا، بدءًا بقضايا العقيدة ومرورًا بالقضايا المقدسة والكنسية. وفي الفصل الثاني والعشرين، يدافع عن حقيقة صلب المسيح (والضرورة الدينية لذلك) ضد الإنكار القرآني دون الإشارة إلى الإسلام من خلال البدء صراحة في دحض ادعاءات ماني؛ على الرغم من معرفة القُراء المسلمين اللاحقين بقصده. ويبدو أن سبب ذلك هو الاحترام لرفقائه المسلمين وأصحابه، كما أظهر كتاب المرشد قدرة كبيرة على التعلم، وكان يُقرأ على نطاق واسع في العالم العربي والإسلامي.
في كتاب المرشد ، يستشهد يحيى بعملين آخرين له، زيج التواريخ، وهو سجل من الخلق إلى عصره، وكتاب الفائق، وهو على الأرجح العمل في والكهنوت الذي استشهد به المؤتمن بن العسال وابن كبر. بالإضافة إلى ذلك، يستشهد ابن أبي أصيبعة بأعمال له حول الصحة الجنسية وعلم التنجيم.
تحتوي مخطوطة يحيى (واسمها: مالك 5925)، على ترجمة إسحاق بن حنين العربية لكتاب لثاوفرسطس في المبادئ الأولى وكتاب للفارابي في مبادئ آراء أهل المدينة الفاضلة، وهي أقدم نسخة منهما. يحتوي الكتاب على العديد من الملاحظات الهامشية بقلم يحيى باللغتين العربية والسريانية، بما في ذلك اقتباسات من غريغوريوس النيصصي وغريغوريوس النزينزي.

## ملحوظات
1. ↑  According to Teule & Swanson 2011، صفحة 280, he is commonly said to have been born around 1000, on the assumption that he died not long after Ibn Abī Uṣaybiʿa records him as still living in AH 472 (=AD 1079/1080). This, however, seems to be contradicted by Ibn al-Azraq al-Fāriqī. Walzer 1985، صفحة 23, does not give a date of birth or death, but gives his teacher as ʿĪsā ibn Isḥāq ibn Zurʿa, who died in 1008.
2. ↑  Walzer 1985، صفحة 23.
3. 1 2  Teule & Swanson 2011، صفحة 280.
4. ↑  Walzer 1985، صفحات 22–24, gives the date as AH 463 (=AD 1070). Teule & Swanson 2011، صفحة 280, gives 1068/1069.
5. ↑  According to Teule & Swanson 2011، صفحة 282, the title varies in the manuscripts, but murshid is common to all. In one manuscript it is called Kitāb al-miṣbāḥ al-murshid ('the lamp that guides').
6. ↑  Teule & Swanson 2011، صفحة 282.
7. ↑  Teule & Swanson 2011، صفحة 283.
8. ↑  Teule & Swanson 2011، صفحة 284, give a (not necessarily exhaustive) list of eleven manuscripts, including three in Garshuni.
9. ↑  Teule & Swanson 2011، صفحات 280–281.
10. ↑  Walzer 1985، صفحات 22–24; Teule & Swanson 2011، صفحة 280.
11. ↑  Walzer 1985، صفحة 24; Tannous 2018، صفحة 220.

## فهرس
- Swanson، Mark N. (2015). "Mani as a Stand-In for Muslims?: The Question of Address in Yaḥyā ibn Jarīr, 'On the Necessity of the Crucifixion'". في Sidney H. Griffith؛ Sven Grebenstein (المحررون). Christsein in der islamischen Welt: Festschrift für Martin Tamcke zum 60. Geburtstag. Harrassowitz Verlag. ص. 283–298. DOI:10.2307/j.ctvc77120.19.
- Tannous، Jack B. (2018). The Making of the Medieval Middle East: Religion, Society, and Simple Believers. Princeton University Press.
- Teule، Herman G. B.؛ Swanson، Mark N. (2011). "Yaḥyā ibn Jarīr". في David Thomas؛ Alex Mallett؛ Juan Pedro Monferrer Sala؛ Johannes Pahlitzsch؛ Mark Swanson؛ Herman Teule؛ John Tolan (المحررون). Christian–Muslim Relations: A Bibliographical History. Brill. ج. 3 (1050–1200). ص. 280–286.
- Walzer، Richard، المحرر (1985). Al-Farabi on the Perfect State: Abū Naṣr al-Fārābī's Mabādiʾ ārāʾ ahl al-madīna al-fāḍila. Clarendon Press.